# Сажина, Елена Дмитриевна
Еле́на Дми́триевна Са́жина (урождённая Балаба́нова, род. 6 сентября 1994 года, Севастополь, Украина) — российская телеведущая, блогер и актриса, известна под сценическим псевдонимом Helen Yes.

## Биография
Родилась 6 сентября 1994 года в Севастополе. В 10 лет вместе с семьёй переехала в Санкт-Петербург. В 2011 году окончила среднюю общеобразовательную школу № 634. Затем — факультет экономики и финансов Северо-Западного института управления. Работала в салонах красоты, владела собственной сетью салонов красоты в Санкт-Петербурге. Окончила курсы актёрского мастерства, обучалась на курсах для телеведущих.

## Карьера
В 2016 году, после рождения дочерей, начала вести свой блог. По данным на март 2023 года, у неё 10,2 млн подписчиков в Instagram, 2,5 млн — в «TikTok», 220 тыс. — в Youtube.
В 2017 году получила премию «InstaMam Award» в номинации «Мама-блогер».
В январе 2018 года стала ведущей передач «Блин. Ком» и «Пожиратели» на телеканале «Телекафе».
В 2018—2019 годах — ведущая телепередачи «Яжмать» на канале «Твой Дом».
Являлась соведущей первого выпуска шоу «А поговорить?» на канале «Москва 24».
В мае 2018 года вышла книга Елены Сажиной «Заботливая мама VS Успешная женщина. Правила мам нового поколения».
8 марта 2019 года под псевдонимом Helen Yes выпустила дебютный трек «Счастье». В этом же году выпускает такие песни как: «Танцуй со мною, Паш», «Мыльные пузыри», «Лето в ленте», «Моя весна» и «COOL». В дальнейшем записала треки «And Every Time Feat Better», «Do You Do», «Теневой бан», «Кубик Рубика».
Снялась в видеоклипах Иды Галич («Найти тебя»), Кати Кокориной и Доминика Джокера («Новый день и Новый год»), Ольги Бузовой («Танцуй под Бузову»), группы «Руки вверх!» («Я больной тобой»).

## Личная жизнь
Дочери-двойняшки Милана и Алина (род. 2016).
15 марта 2020 года сообщила в Instagram о разводе с супругом Павлом.

## Фильмография
- 2018 — Деффчонки (6 сезон) — жена на разводе
- 2018 — Вилли и крутые тачки / Wheely — Белла (озвучивание)
- 2022 — Папы против мам — Главная роль
- 2024 — Жизнь по вызову — Виолетта (эскортница)

## Награды
- Серебряная кнопка YouTube (2017).
- Премия «InstaMam Award» в номинации «Мама-блогер» (2017).
- Премия «#Instars-Awards» в номинациях «Лучший блогер» и «Лучший поющий блогер» (2019)[26], «Любовь аудитории» (2020)[27].

## Книги
- Заботливая мама VS Успешная женщина. Правила мам нового поколения. — Москва: Эксмо, 2018. ISBN 978-5-04-093987-9